# St. Matthias (Groß Munzel)

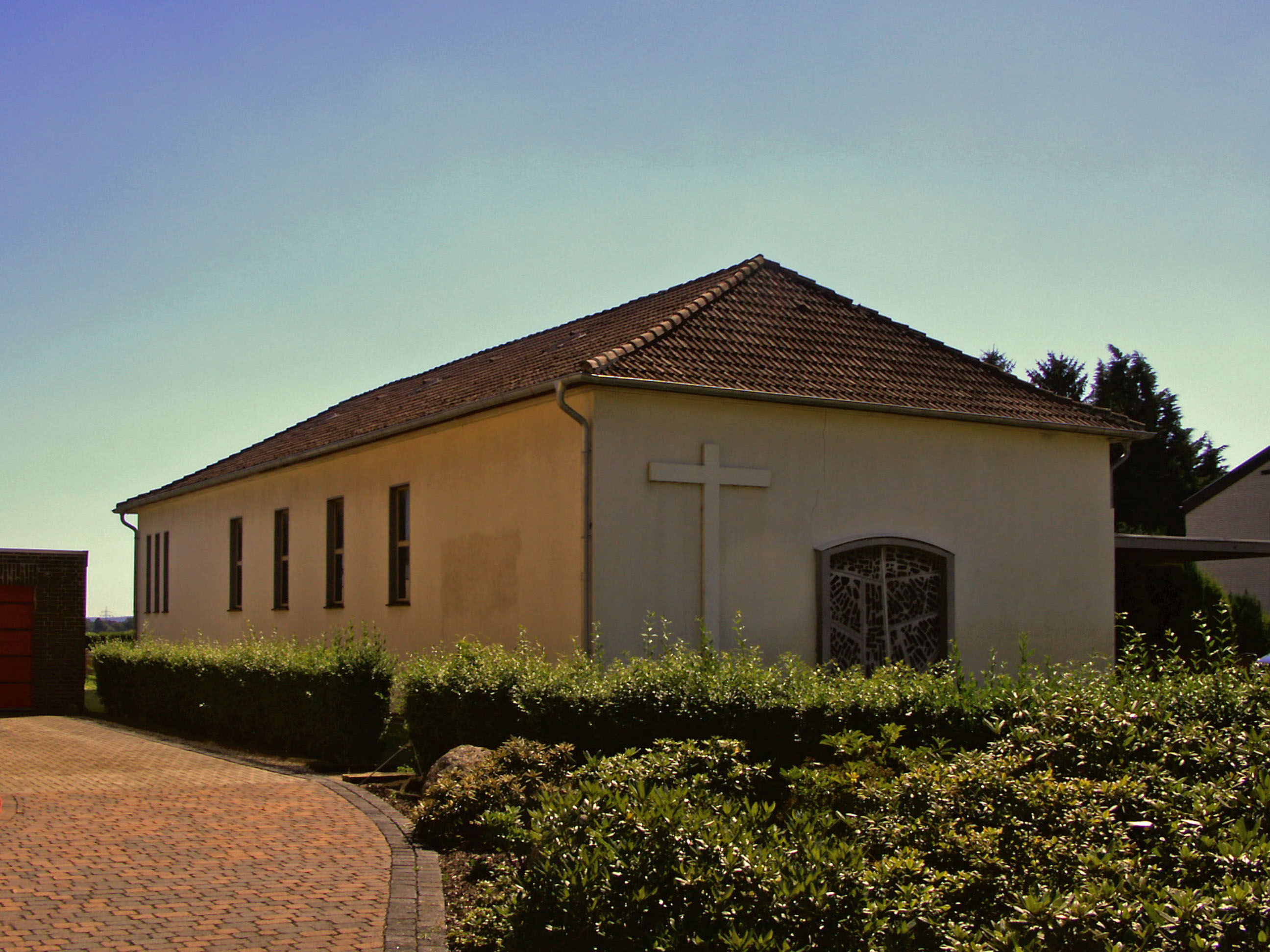
Ehemalige Kirche von Nordwesten

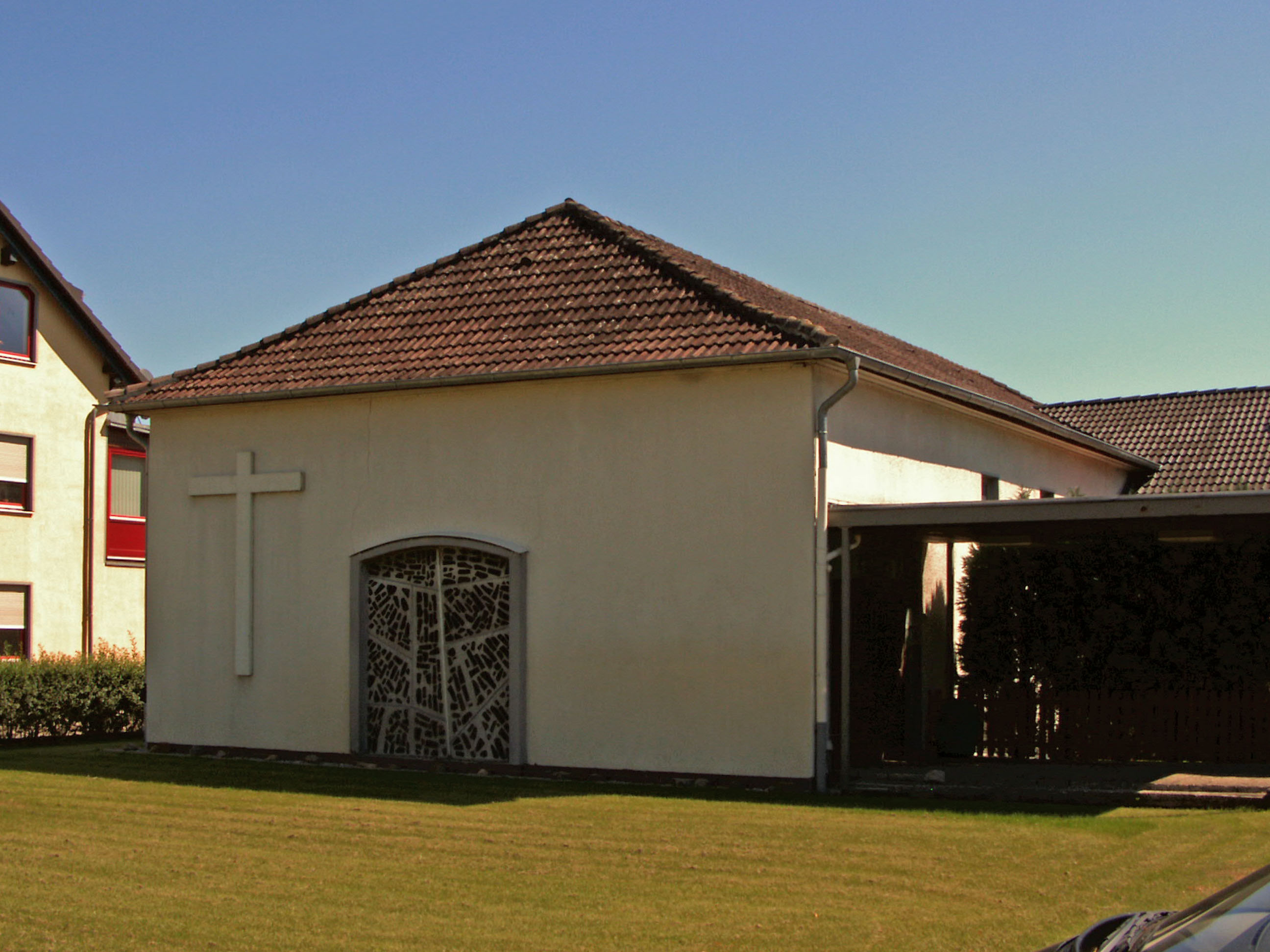
Ehemalige Kirche von Südwesten

Die Kirche St. Matthias war die katholische Kirche in Groß Munzel, einem Stadtteil von Barsinghausen in der Region Hannover in Niedersachsen. Sie gehörte zuletzt zum damaligen Dekanat Hannover-West im Bistum Hildesheim. Die Kirche war nach dem Apostel Matthias benannt und befand sich auf dem Grundstück Spielburg 40. Heute befindet sich die nächstgelegene katholische Kirche zehn Kilometer entfernt in Barsinghausen.

## Geschichte
Am 2. September 1950 erfolgte die Grundsteinlegung der Kirche, sie wurde nach Plänen des Architekten Filipschak in 56 Meter Höhe über dem Meeresspiegel erbaut. Am 18. oder 28. März 1951 erfolgte ihre Benediktion durch Bischof Joseph Godehard Machens. Am 1. Januar 1967 wurde St. Matthias zur selbständigen Kirchengemeinde erhoben. Noch um 1990 war St. Matthias eine selbstständige Kirchengemeinde, zu ihr gehörte damals als Filialkirche auch das Kirchhaus St. Antonius in Lathwehren. 1998 gehörten zur Kirchengemeinde St. Matthias noch 517 Gläubige, die Kirche gehörte damals zur Seelsorgeeinheit Barsinghausen.
Im Juni oder Juli 1999 fand der letzte Gottesdienst in der Kirche statt, und sie wurde noch im gleichen Jahr geschlossen. Das Gebäude wurde verkauft und wird heute profan genutzt. Das Einzugsgebiet der Kirche umfasste neben Groß Munzel auch die Ortschaften Barrigsen, Göxe, Holtensen, Landringhausen, Ostermunzel und Stemmen.